# Puy-d'Arnac
Pour les articles homonymes, voir Puy et Arnac (homonymie).
Puy-d'Arnac est une commune française située dans le département de la Corrèze en région Nouvelle-Aquitaine.

## Géographie

### Communes limitrophes
Les communes limitrophes sont  Curemonte, Marcillac-la-Croze, Nonards et Tudeils.

### Climat
Pour des articles plus généraux, voir Climat de la Nouvelle-Aquitaine et Climat de la Corrèze.
Historiquement, la commune est exposée à un climat montagnard. 
En 2020, Météo-France publie une typologie des climats de la France métropolitaine dans laquelle la commune est exposée à un climat de montagne et est dans la région climatique  Ouest et nord-ouest du Massif Central, caractérisée par une pluviométrie annuelle de 900 à 1 500 mm, maximale en automne et en hiver.
Pour la période 1971-2000, la température annuelle moyenne est de 12 °C, avec une amplitude thermique annuelle de 15,7 °C. Le cumul annuel moyen de précipitations est de 1 104 mm, avec 12,3 jours de précipitations en janvier et 7,3 jours en juillet. Pour la période 1991-2020, la température moyenne annuelle observée sur la station météorologique la plus proche, située sur la commune d'Argentat-sur-Dordogne à 14 km à vol d'oiseau, est de 12,7 °C et le cumul annuel moyen de précipitations est de 1 145,5 mm,. Pour l'avenir, les paramètres climatiques de la commune estimés pour 2050 selon différents scénarios d’émission de gaz à effet de serre sont consultables sur un site dédié publié par Météo-France en novembre 2022.

## Urbanisme

### Typologie
Au 1er janvier 2024, Puy-d'Arnac est catégorisée commune rurale à habitat très dispersé, selon la nouvelle grille communale de densité à 7 niveaux définie par l'Insee en 2022.
Elle est située hors unité urbaine et hors attraction des villes,.

### Occupation des sols
L'occupation des sols de la commune, telle qu'elle ressort de la base de données européenne d’occupation biophysique des sols Corine Land Cover (CLC), est marquée par l'importance des territoires agricoles (70,2 % en 2018), en augmentation par rapport à 1990 (64,8 %). La répartition détaillée en 2018 est la suivante : 
zones agricoles hétérogènes (42,2 %), forêts (29,8 %), prairies (25,7 %), cultures permanentes (2,3 %).
L'évolution de l’occupation des sols de la commune et de ses infrastructures peut être observée sur les différentes représentations cartographiques du territoire : la carte de Cassini (XVIIIe siècle), la carte d'état-major (1820-1866) et les cartes ou photos aériennes de l'IGN pour la période actuelle (1950 à aujourd'hui).

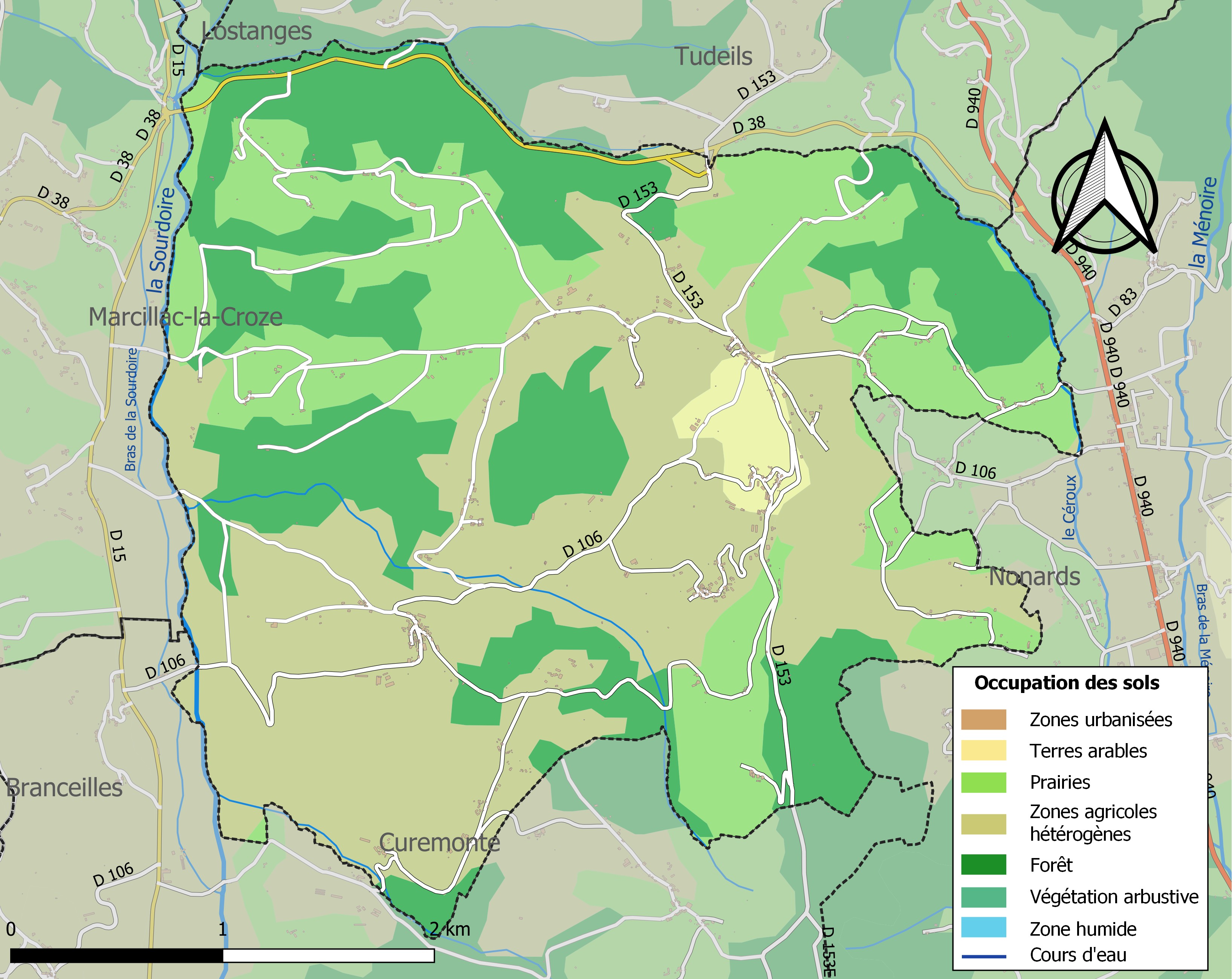
Carte des infrastructures et de l'occupation des sols de la commune en 2018 (CLC).

### Transport routier
- Réseau Réseau interurbain de la Corrèze

### Risques majeurs
Le territoire de la commune de Puy-d'Arnac est vulnérable à différents aléas naturels : météorologiques (tempête, orage, neige, grand froid, canicule ou sécheresse), inondations, feux de forêts, mouvements de terrains et séisme (sismicité très faible). Il est également exposé à un risque technologique, la rupture d'un barrage, et à un risque particulier : le risque de radon. Un site publié par le BRGM permet d'évaluer simplement et rapidement les risques d'un bien localisé soit par son adresse soit par le numéro de sa parcelle.

#### Risques naturels
Certaines parties du territoire communal sont susceptibles d’être affectées par le risque d’inondation par débordement de cours d'eau, notamment la Sourdoire. La commune a été reconnue en état de catastrophe naturelle au titre des dommages causés par les inondations et coulées de boue survenues en 1982, 1992, 1999 et 2001,. 

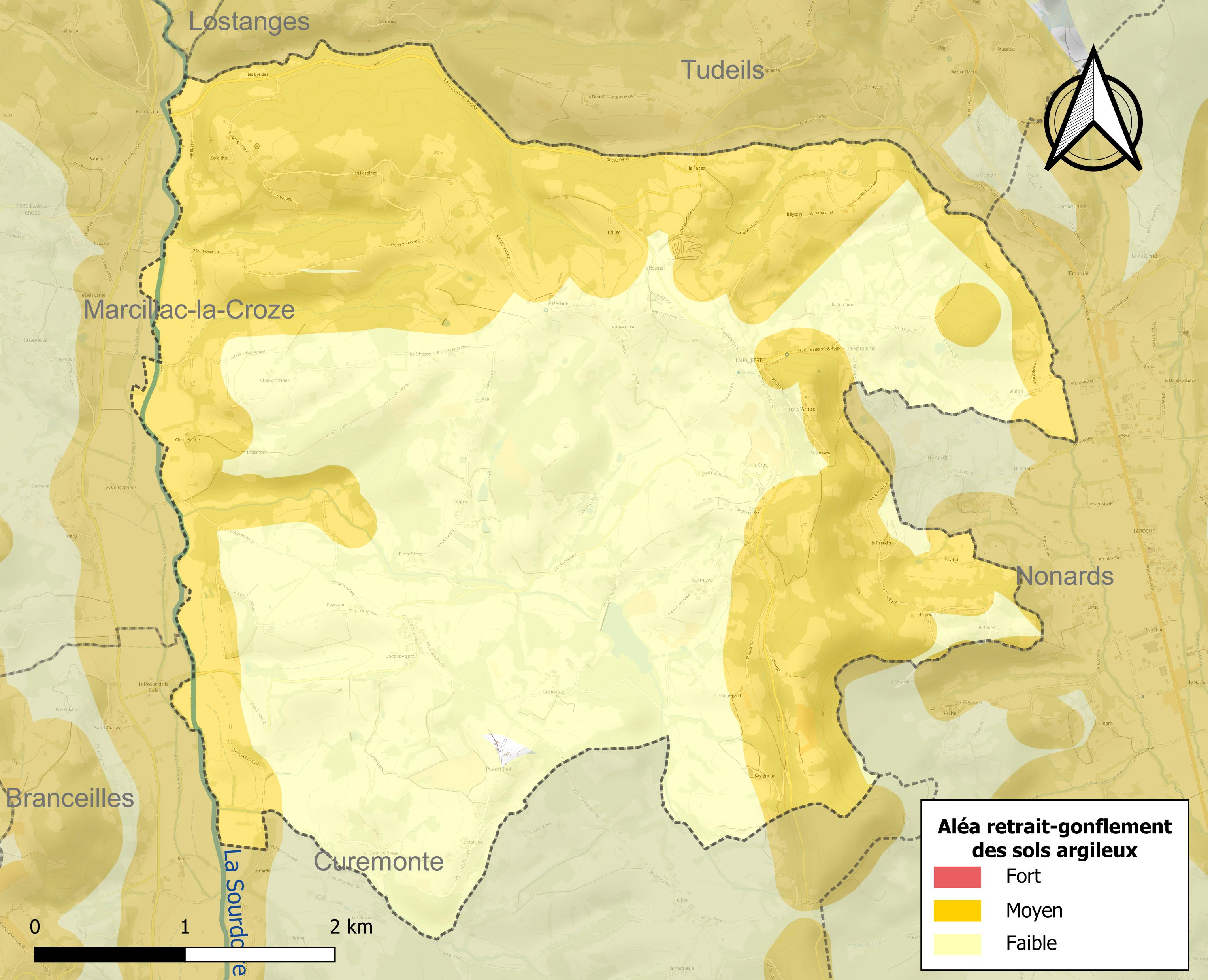
Carte des zones d'aléa retrait-gonflement des sols argileux de Puy-d'Arnac.

La commune est vulnérable au risque de mouvements de terrains constitué principalement du retrait-gonflement des sols argileux. Cet aléa est susceptible d'engendrer des dommages importants aux bâtiments en cas d’alternance de périodes de sécheresse et de pluie. 46,7 % de la superficie communale est en aléa moyen ou fort (26,8 % au niveau départemental et 48,5 % au niveau national). Sur les 237 bâtiments dénombrés sur la commune en 2019, 72 sont en aléa moyen ou fort, soit 30 %, à comparer aux 36 % au niveau départemental et 54 % au niveau national. Une cartographie de l'exposition du territoire national au retrait gonflement des sols argileux est disponible sur le site du BRGM,.
Concernant les feux de forêt, aucun plan de prévention des risques incendie de forêt (PPRIF) n’a été établi en Corrèze, néanmoins le code de l’urbanisme impose la prise en compte des risques dans les documents d’urbanisme. Le périmètre des servitudes d'utilité publique et des zones d'obligation légale de débroussaillement pour les particuliers est quant à lui défini pour la commune dans une carte dédiée. 
Concernant les mouvements de terrains, la commune a été reconnue en état de catastrophe naturelle au titre des dommages causés par la sécheresse en 2018 et 2020 et par des mouvements de terrain en 1999.

#### Risques technologiques
La commune est en outre située en aval du barrage de Bort-les-Orgues, un ouvrage de classe A disposant d'une retenue de 477 millions de mètres cubes. À ce titre elle est susceptible d’être touchée par l’onde de submersion consécutive à la rupture de cet ouvrage.

#### Risque particulier
Dans plusieurs parties du territoire national, le radon, accumulé dans certains logements ou autres locaux, peut constituer une source significative d’exposition de la population aux rayonnements ionisants. Certaines communes du département sont concernées par le risque radon à un niveau plus ou moins élevé. Selon la classification de 2018, la commune de Puy-d'Arnac est classée en zone 3, à savoir zone à potentiel radon significatif. 

## Politique et administration
| Période   | Période   | Identité             | Étiquette | Qualité                    |
| --------- | --------- | -------------------- | --------- | -------------------------- |
| mars 1971 | mars 2008 | Joseph Puyjalon      |           |                            |
| mars 2008 | mars 2014 | Renée-Claire Ménoire |           |                            |
| mars 2014 | En cours  | Dominique Perrier    |           | Retraité de l'enseignement |

## Démographie
L'évolution du nombre d'habitants est connue à travers les recensements de la population effectués dans la commune depuis 1793. Pour les communes de moins de 10 000 habitants, une enquête de recensement portant sur toute la population est réalisée tous les cinq ans, les populations de référence des années intermédiaires étant quant à elles estimées par interpolation ou extrapolation. Pour la commune, le premier recensement exhaustif entrant dans le cadre du nouveau dispositif a été réalisé en 2006.

En 2022, la commune comptait 293 habitants, en évolution de +1,38 % par rapport à 2016 (Corrèze : −0,59 %, France hors Mayotte : +2,11 %).
| 1793  | 1800  | 1806  | 1821  | 1831  | 1836  | 1841  | 1846  | 1851  |
| ----- | ----- | ----- | ----- | ----- | ----- | ----- | ----- | ----- |
| 1 090 | 1 079 | 1 049 | 1 296 | 1 358 | 1 304 | 1 304 | 1 331 | 1 231 |

| 1856  | 1861  | 1866  | 1872  | 1876 | 1881  | 1886  | 1891 | 1896 |
| ----- | ----- | ----- | ----- | ---- | ----- | ----- | ---- | ---- |
| 1 265 | 1 169 | 1 137 | 1 099 | 10   | 1 073 | 1 010 | 948  | 904  |

| 1901 | 1906 | 1911 | 1921 | 1926 | 1931 | 1936 | 1946 | 1954 |
| ---- | ---- | ---- | ---- | ---- | ---- | ---- | ---- | ---- |
| 811  | 790  | 785  | 644  | 621  | 575  | 582  | 509  | 457  |

| 1962 | 1968 | 1975 | 1982 | 1990 | 1999 | 2006 | 2011 | 2016 |
| ---- | ---- | ---- | ---- | ---- | ---- | ---- | ---- | ---- |
| 416  | 367  | 325  | 325  | 300  | 236  | 258  | 272  | 289  |

| 2021 | 2022 | - | - | - | - | - | - | - |
| ---- | ---- | - | - | - | - | - | - | - |
| 292  | 293  | - | - | - | - | - | - | - |

## Lieux et monuments

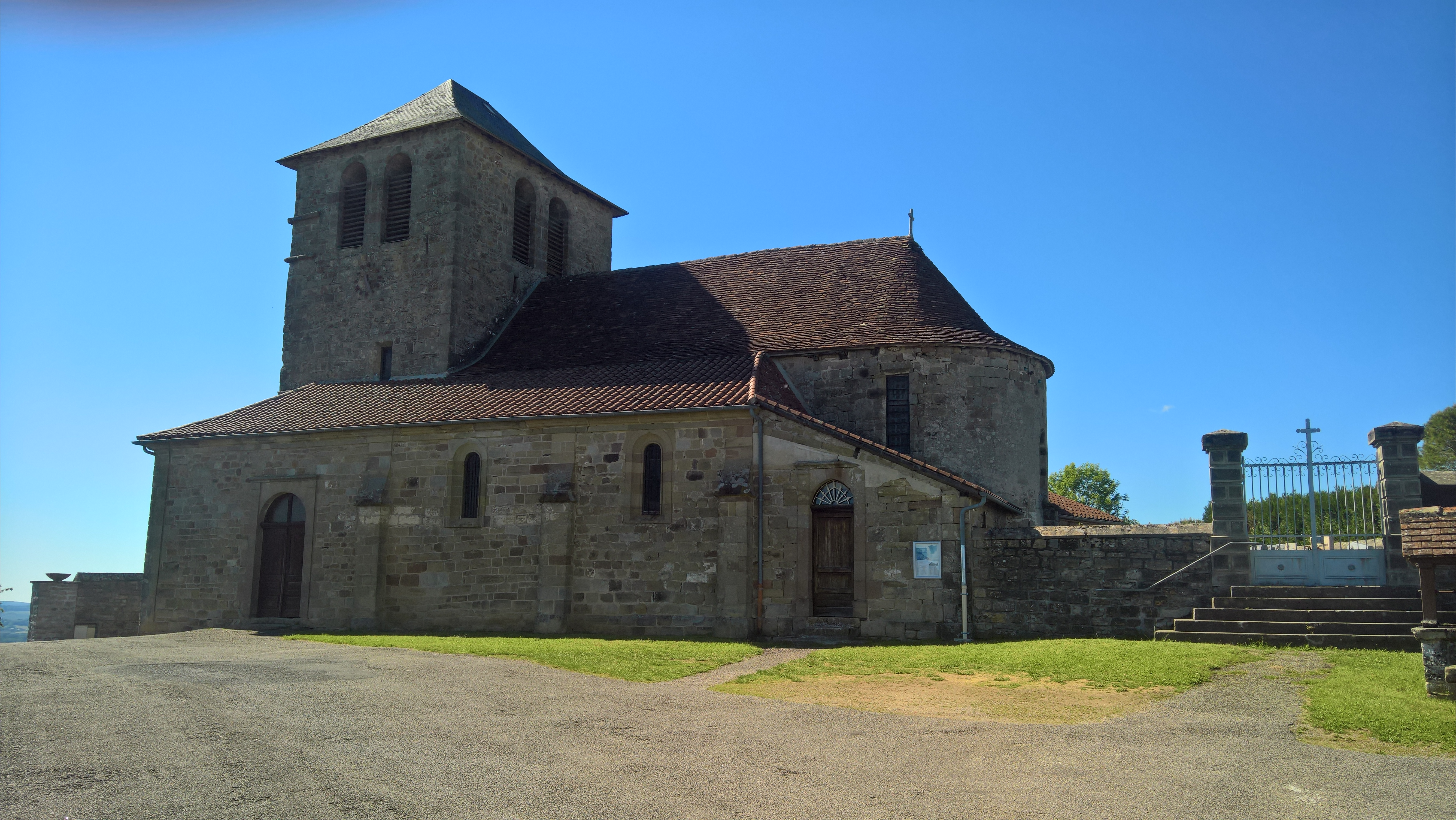
Église Saint-Étienne de Puy d'Arnac

- L'église Saint-Étienne de Puy d'Arnac.

## Personnalités liées à la commune
- Louis-François de Ferrières-Sauvebœuf (1762-1814), né au château du Moulin d’Arnac, espion du XVIIIe siècle.

## Héraldique
| Blason de Puy-d'Arnac | Blason  | D'azur à la bande d'or chargée de trois mouchetures d'hermine de sable, accompagnée de deux croisettes d'or, une en chef et une en pointe et surmontée de trois burelles ondées d'argent. |
| Blason de Puy-d'Arnac | Détails | Le statut officiel du blason reste à déterminer. |